# Vương Kiện
Vương Kiện (tiếng Trung giản thể: 王健, bính âm Hán ngữ: Wáng Jiàn, sinh tháng 9 năm 1965, người Hán) là chính trị gia nước Cộng hòa Nhân dân Trung Hoa. Ông là Ủy viên dự khuyết Ủy ban Trung ương Đảng Cộng sản Trung Quốc khóa XX, hiện là Thường vụ Tỉnh ủy, Phó Bí thư Đảng tổ, Phó Tỉnh trưởng thường vụ Liêu Ninh. Ông từng là Tổng thư ký Tỉnh ủy Liêu Ninh; Bí thư Thị ủy Hồ Lô Đảo.
Vương Kiện là đảng viên Đảng Cộng sản Trung Quốc, học vị Thạc sĩ Kỹ thuật. Ông có 30 năm công tác ở Thẩm Dương, từng công tác ở 4 quận Thẩm Bắc, Tô Gia Đồn, Đại Đông và Hỗn Nam của Thẩm Dương trước khi được điều chuyển và thăng chức ở Liêu Ninh.

## Xuất thân và giáo dục
Vương Kiện sinh vào tháng 9 năm 1965 tại tỉnh Liêu Ninh, Cộng hòa Nhân dân Trung Hoa. Ông lớn lên và tốt nghiệp cao trung ở tỉnh nhà, đến năm 1984 thì thi cao khảo và đỗ Đại học Công nghệ Thẩm Dương, tới thủ phủ học hệ kỹ thuật quản lý và tốt nghiệp cử nhân hệ này vào tháng 7 năm 1988. Khi còn học đại học, ông cũng được kết nạp Đảng Cộng sản Trung Quốc vào tháng 7 năm 1985. Tháng 9 năm 1997, ông trở lại trường Thẩm Dương, theo học chương trình nghiên cứu sau tại chức đại học về kế toán chuyên nghiệp của hệ kỹ thuật quản lý và nhận bằng Thạc sĩ Kỹ thuật vào tháng 9 năm 1999.

## Sự nghiệp

### Thẩm Dương
Tháng 8 năm 1988, sau khi tốt nghiệp trường Thẩm Dương, Vương Kiện được phân về Tổng viện Khoa học Kỹ thuật Thẩm Dương với công tác nhân viên, bắt đầu sự nghiệp của mình ở đây. Được 5 năm thì ông nhậm chức Sở trưởng Sở nghiên cứu Vật liệu ổ trục Thẩm Dương, rồi sau đó được điều sang công tác ở Cục Khoa học Kỹ thuật Thẩm Dương từ tháng 5 năm 1995. Tháng 3 năm 1996, ông là Phó Trưởng phòng Nhân sự của cục, rồi Trưởng phòng từ tháng 2 năm 1999, Phó Bí thư chuyên chức kiêm Bí thư Ủy ban Kiểm Kỷ Đảng ủy cơ quan vào đầu năm 2001. Trong tháng 6 cùng năm, ông là Trợ lý Thanh tra viên, đồng thời được điều động phục vụ chương trình hỗ trợ Tây Tạng, tới khu tự trị này nhậm chức Bí thư Huyện ủy Amdo giai đoạn 2001–04. Tháng 7 năm 2004, sau khi hoàn thành chương trình hỗ trợ công tác Tây Tạng, Vương Kiện được điều xuống quận Tân Thành Tử của Thẩm Dương, nhậm chức Phó Bí thư Quận ủy, sau đó chuyển chức làm Phó Bí thư Quận ủy Thẩm Bắc khi quận này được hợp nhất năm 2006. Cuối năm này, ông được điều tới quận Tô Gia Đồn làm Bí thư Quận ủy, được bầu làm Quận trưởng Tô Gia Đồn, kiêm Chủ nhiệm Ủy ban Quản lý khu vực Hồn Hà Thẩm Dương từ tháng 5 năm 2007, và Phó Chủ nhiệm Ủy ban Quản lý căn cứ công nghệ cao Quốc gia về công nghiệp hàng không dân dụng Thẩm Dương từ cuối năm 2008. Cuối năm 2010, Vương Kiện tiếp tục được chuyển tới một quận mới và lần này là Đại Đông, giữ chức Phó Bí thư Quận ủy, Quận trưởng kiêm Chủ nhiệm Ủy ban Quản lý Khu khai phát kinh tế Liên minh châu Âu – Thẩm Dương, rồi Quận trưởng từ tháng 1 năm 2013. Đến tháng 7 năm 2016, ông được điều sang quận Hồn Nam nhậm chức Bí thư Quận ủy kiêm Bí thư Đảng ủy Ủy ban Công tác Khu công nghệ cao Thẩm Dương trong thời gian ngắn cho đến tháng 10 thì được bầu vào Ủy ban Thường vụ Thành ủy Thẩm Dương, giữ chức Bí thư Ủy ban Chính Pháp Thẩm Dương từ tháng 11.

### Toàn Liêu Ninh
Tháng 8 năm 2918, sau tròn 30 năm công tác ở Thẩm Dương, Vương Kiện được điều tới địa cấp thị Hồ Lô Đảo, nhậm chức Bí thư Thị ủy, Bí thư thứ Nhất Đảng ủy Phân Quân khu đồng thời được bầu làm Chủ nhiệm Ủy ban Thường vụ Nhân Đại Hồ Lô Đảo. Vào tháng 9 năm 2020, ông được bầu vào Ủy ban Thường vụ Tỉnh ủy Liêu Ninh, thăng cấp phó tỉnh, rời Hồ Lô Đảo để nhậm chức Tổng thư ký Tỉnh ủy. Đến tháng 12 năm 2021, ông được phân công làm Phó Bí thư Đảng tổ Chính phủ Nhân dân tỉnh Liêu Ninh kiêm Chủ nhiệm Văn phòng Ủy ban Phát triển dung hợp quân dân Tỉnh ủy, rồi được bổ nhiệm làm Phó Tỉnh trưởng thường vụ. Cuối năm 2022, ông tham gia Đại hội Đảng Cộng sản Trung Quốc lần thứ XX từ đoàn đại biểu Liêu Ninh. Trong quá trình bầu cử tại đại hội, ông được bầu là Ủy viên dự khuyết Ủy ban Trung ương Đảng Cộng sản Trung Quốc khóa XX.